# Хёрли, Чад
Чад Ме́редит Хёрли (англ. Chad Meredith Hurley; 24 января 1977, Рединг, Пенсильвания) — американский предприниматель, основатель и бывший генеральный директор популярного сайта обмена видео YouTube и MixBit. В октябре 2006 года он и Стив Чен продали YouTube за $1,65 млрд корпорации Google. Ключевой вклад Хёрли в Youtube — разработка системы тегов и аспектов обмена видео.
Считается членом так называемой «мафии PayPal» — неформального объединения инвесторов и предпринимателей, работавших в PayPal до её поглощения EBay в 2002 году.

## Биография
Родился в 1977 году в Пенсильвании, третий ребёнок в семье. С детства интересовался компьютерами и электронными СМИ, но в большей степени преуспел в области дизайна. Учась в средней школе стал членом Технологической студенческой ассоциации. После окончания школы в 1995 году поступил в Университет изобразительного искусства. Будучи студентом послал резюме в PayPal, в качестве испытания разработал эмблему компании, в результате чего был принят на должность главного дизайнера.

## YouTube

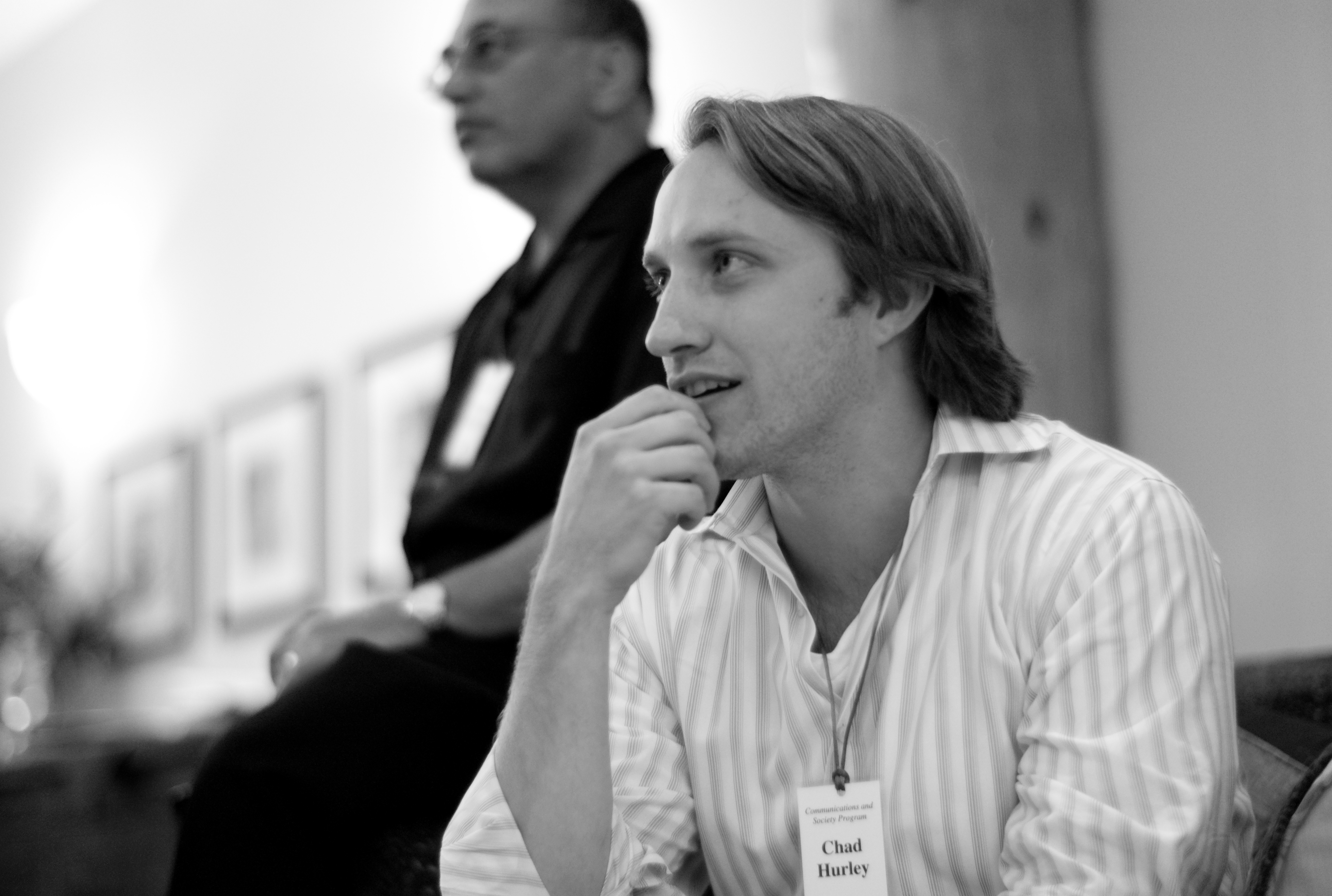
Чад Хёрли в 2007 году.

По легенде создания сервиса YouTube, идея сервиса зародилась когда Хёрли не смог отправить своему другу снятое на телефон видео в январе 2005 года. Хёрли как опытный дизайнер разработал интерфейс, название, логотип и дизайн сайта и привлёк партнёров-программистов — бывших коллег по PayPal Джаведа Карима и Чена Стива, они воплощали в жизнь идеи, которые Хёрли рисовал на доске.
Первое время сайт функционировал в некоммерческом режиме, первую рекламу на сайте Хёрли поставил с шуточными извинениями перед пользователями: «денег не хватает заплатить водопроводчику», к этому времени проект уже собирал до девяти миллионов уникальных пользователей в день.

## После YouTube
28 октября 2010 года объявил об уходе из YouTube. После этого Хёрли сосредоточил усилия на создании мужской одежды. Так, к недоумению общественности, уйдя из мира программистов, Хёрли взялся за разработку одежды для программистов.

## MixBit
В августе 2013 года Чен и Хёрли основали компанию под названием MixBit, занимающуюся разработкой приложения для редактирования видео с помощью смартфонов.

## Формула-1
Хёрли привлечён в качестве основного инвестора в US F1 Team — американскому проекту команды Формулы-1. 2 марта 2010 года персонал команды был уволен, и проект неофициально закрыт, никаких комментариев по данному поводу от Хёрли не поступило.

## NBA and MLS Ownership
Хёрли является совладельцем Голден Стэйт Уорриорз (НБА) и футбольного клуба «Лос-Анджелес» Высшей футбольной лиги (MLS).